# Palazzi (Poschiavo)

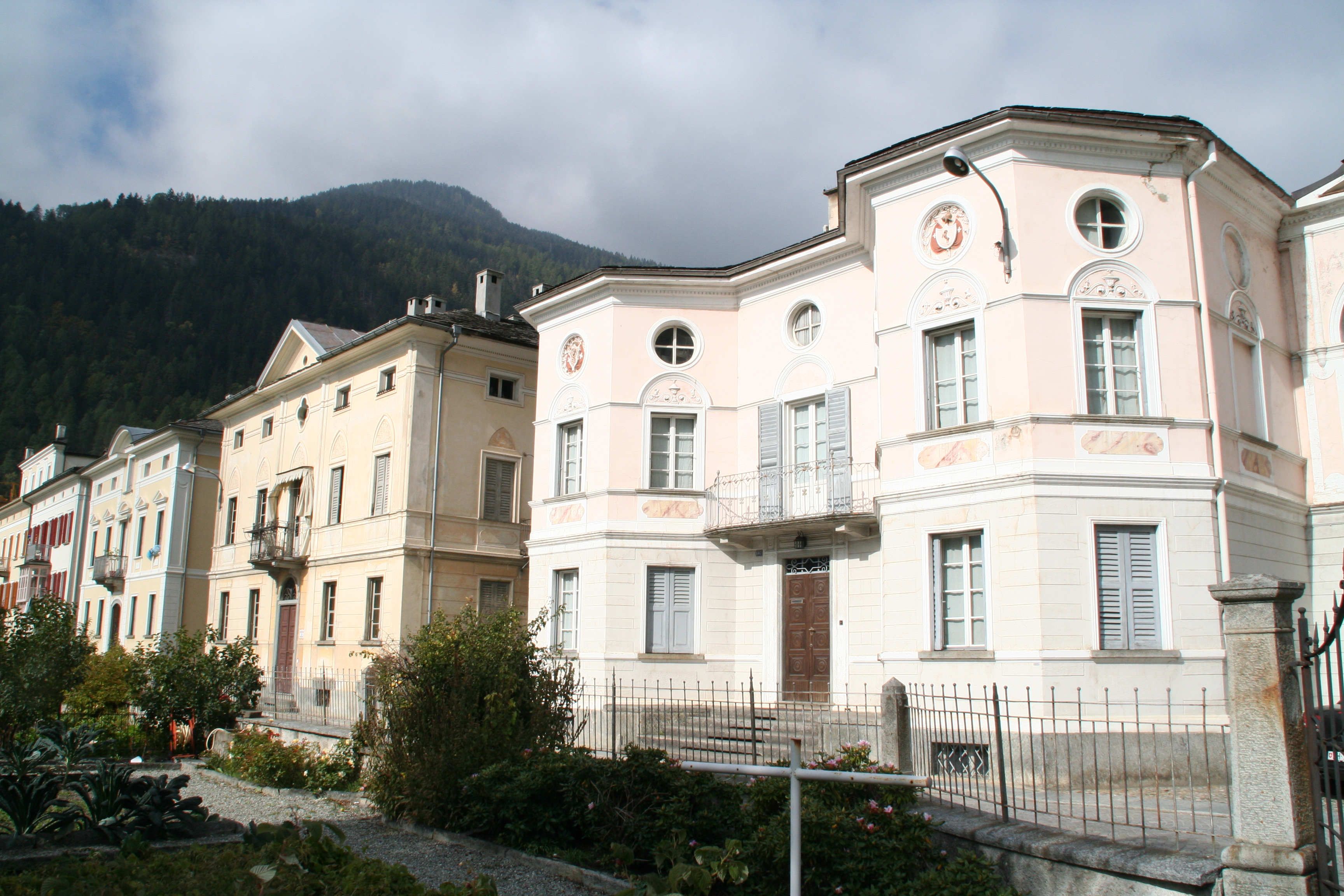
Poschiavo, Via di Palazz

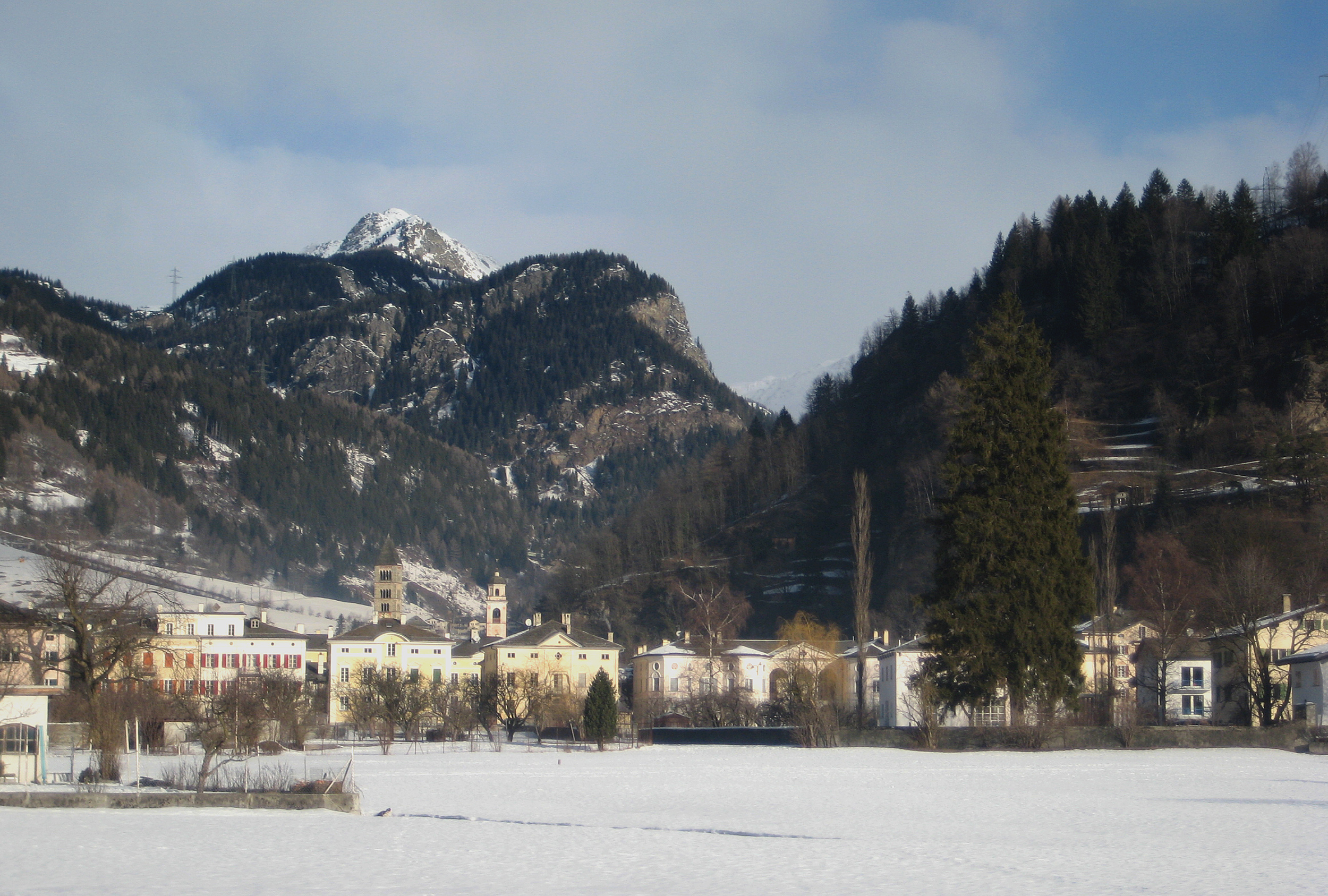
Blick von Süden auf die Palazzi

Die Palazzi bilden einen Strassenzug herrschaftlicher Villen aus der zweiten Hälfte des 19. Jahrhunderts am ehemals südlichen Ortsrand von Poschiavo, Kanton Graubünden, der oft auch Spaniolenviertel genannt wird.
Besonders im 19. Jahrhundert mussten viele Puschlaver aus wirtschaftlichen Gründen auswandern. Sie zogen in zahlreiche europäische Länder, nach Russland, Australien, Nord- und Südamerika, wo sie häufig als Zuckerbäcker tätig waren. Einige brachten es in diesen Ländern zu beträchtlichem Wohlstand – in Madrid, Barcelona und Porto wurden legendäre Confiserien und Restaurants von Puschlaver Familien geführt, oft unter dem Namen Suisse. Viele der heimatverbundenen Puschlaver konnten nach zehn oder zwanzig Jahren wieder in ihre Heimat zurückkehren. Mit Stolz stellten die Erfolgreichsten zu Hause ihren Reichtum zur Schau, indem sie am südlichen Dorfrand von Poschiavo prächtige Villen erstellen liessen.
Die Palazzi sind eine etwa 120 Meter lange Reihe von rund fünf drei- bis vierstöckigen Giebelhäusern an der Nordseite der Via di Palazz. Die bunten Fassaden der neoklassizistischen Häuser sind alle nach Süden ausgerichtet und verfügen auf der anderen Strassenseite über Gärten. Das einheitliche Bild ist dem damaligen Gemeindepräsidenten Tomaso Lardelli zu verdanken, der gemeinsam mit dem damals zufälligerweise anwesenden venezianischen Architekten Giovanni Sottovia für die Planung verantwortlich zeichnete und im Jahr 1856 das erste Haus erbauen liess. Ursprünglich hatte Lardelli eine einfache Häuserreihe geplant, der Sottovia «ein festliches Kleid» gegeben habe. Das Villenquartier wurde bald einfach Palazzi genannt.